# Kingston (Minnesota)
Kingston is een plaats (city) in de Amerikaanse staat Minnesota, en valt bestuurlijk gezien onder Meeker County.

## Demografie
Bij de volkstelling in 2000 werd het aantal inwoners vastgesteld op 120.
In 2006 is het aantal inwoners door het United States Census Bureau geschat op eveneens 120.

## Geografie
Volgens het United States Census Bureau beslaat de plaats een oppervlakte van
1,3 km², geheel bestaande uit land. Kingston ligt op ongeveer 315 m boven zeeniveau.

## Plaatsen in de nabije omgeving
De onderstaande figuur toont nabijgelegen plaatsen in een straal van 16 km rond Kingston.